# Base sous-marine de La Rochelle
La base sous-marine de La Rochelle est un immense bunker de la Seconde Guerre mondiale, destiné à abriter la 3e flottille de U-Boote (109 unités) de la Kriegsmarine. Elle fait partie du Mur de l'Atlantique. Dans l'usage, elle est également désignée comme la « Base sous-marine de La Pallice », La Pallice étant un quartier de La Rochelle situé dans la partie occidentale de la ville.

## Histoire
La construction de la base sous-marine de La Rochelle, dans le quartier de La Pallice, intégrée aujourd'hui au Grand port maritime de La Rochelle, débute en avril 1941. Le projet de construction et sa réalisation sont confiés à l'organisation Todt. Le chantier, qui commence à l'extrémité est du bassin à flot du port de La Pallice, nécessite l'emploi de 2 143 travailleurs : 632 ouvriers, 1 172 manœuvres, auxquels s'ajoutent 290 ouvriers et 49 manœuvres de l'organisation Todt, pour la plupart des travailleurs forcés du STO. Les conditions de travail sont particulièrement pénibles. Les travaux se poursuivent jour et nuit, pour s'achever en 1943.
Le bunker, qui occupe une surface de 3,5 hectares, mesure 192,25 mètres de long, pour 165 mètres de large et 19 mètres de hauteur. Ses murs mesurent entre 2 et 3,5 mètres d'épaisseur, et sa toiture est composée de 2 dalles en béton fortement armé de 3,50 m d’épaisseur chacune, séparées entre elles par une chambre d'éclatement appelée Fangrost, qui joue un rôle anti-déflagration. L'ensemble représente un volume de 425 000 m3 de béton armé. Il est constitué de 10 alvéoles protégées par des portes blindées. Une écluse, fortifiée sur les mêmes principes que la base elle-même, a été également construite parallèlement à celle existante, afin de protéger les bâtiments des bombardements pendant leur éclusage pour accéder au bassin à flot. De nombreux bunkers sont dispersés sur le site : centrale électrique, réserves de carburant et de munitions, ou ouvrages de défense.

## Utilisation

### Seconde Guerre mondiale
La 3e flottille de sous-marins, créée en 1937 à Kiel et reformée en mars 1941 sous le commandement du korvettenkapitän Hans-Rudolf Rösing, est basée à La Rochelle à partir du 1er novembre 1941. La Frontflottille , ou « flottille de combat », s'installe rapidement. Le 19 novembre 1941, l'U-82 du Kapitänleutnant Siegfried Rollmann se présente à la base. Le 16 décembre 1941, l'U-332 du Kapitänleutnant Heinrich Liebe arrive à son tour, suivi par l'U-432 du commandant Heinz-Otto Schulze, le 24 décembre 1941. L'U-333 du commandant Cremer est rattaché à cette flottille, du 1er janvier 1942 au 31 juillet 1944, date de son naufrage dans l'Atlantique Nord.
Les U-Boote étant engagés dans la bataille de l'Atlantique menée contre les Alliés, la base sous-marine de La Rochelle-La Pallice sert comme l'un des points de départ — et de retour, pour les plus chanceux — aux sous-marins allemands en missions de guerre. Outre les sous-marins de la 3e flottille, de nombreux sous-marins viennent faire escale à La Rochelle au cours de leurs missions. C'est notamment le cas de l'U-196, commandé par le commandant Eitel-Friedrich Kentrat, le 16 mars 1944. Du 9 au 19 août 1944, près de 2 500 tonnes de bombes sont larguées au-dessus du U-Bunker. Une trentaine de bombes atteignent leur cible ; en particulier deux bombes lourdes pénétrantes touchent l'alvéole no 10. La 3e flottille est alors transférée en Norvège. Déclarée Festung par Hitler, la base est occupée jusqu'à la fin des combats par l'armée allemande.
Après la reddition du vice-amiral Ernst Schirlitz, la Marine nationale entre en possession d'une base sous-marine intacte, fonctionnelle et bien entretenue. Après la guerre, en 1947, l'U-766 de l'Oberleutnant zur See Wilke, pris le 8 août 1945, sera réarmé par la Marine nationale, sous le nom de Laubie.

### Après-guerre
La base, où se trouvait un atelier du service local des constructions et des armes navales, est occupée par la Marine nationale. C'est à l'épi sud, entre les alvéoles 7 et 8 que se sont amarrés de 1964 à 1980, les trois patrouilleurs qui assuraient la police et la sécurité à la mer, au large du centre d'essais des Landes (CEL) de Biscarosse, pendant les campagnes de tirs. Les engins de débarquement de la 311 Cie de Transbordement du Génie étaient abrités par plusieurs alvéoles. L'épi sud, depuis appelé quai d’honneur, accueille encore des navires.
En 1981, le site de La Pallice s'affiche au cinéma en servant de décor au film allemand Das Boot, puis pour quelques scènes du film américain Les Aventuriers de l'arche perdue.
Depuis nombre d'années, l'édifice a été scellé de toutes parts pour empêcher les intrusions et pour le sécuriser, certains endroits étant susceptibles d'effondrement. Les fondations sont agressées par la mer, et les dégâts occasionnés durant la guerre, notamment le largage anglais de Tallboys qui a cassé le béton, a fragilisé la structure : la pluie s'infiltre, corrode les barres de fer, lesquelles fissurent le béton armé. Faisant partie depuis  le 1er janvier 2006 de l'espace du Grand port maritime de La Rochelle, le site est totalement interdit d'accès aux personnes étrangères à l'activité portuaire du site.
En novembre 2017, la base sert à nouveau de décor pour une production audiovisuelle : la série Das Boot. La fin du roman Le passager de Jean-Christophe Grangé édité en 2011 s'y déroule.
Le public put découvrir la base sous marine pour la première fois en 2022 lors des journées ouvertes du Port.

## Galerie de photos

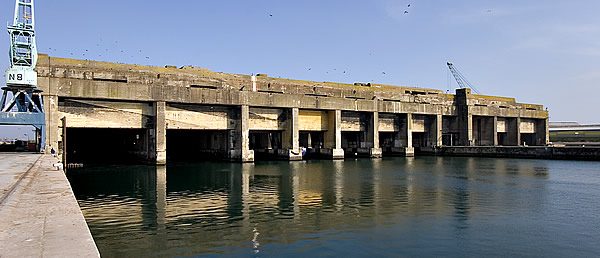
La base sous-marine, vue nord-ouest.
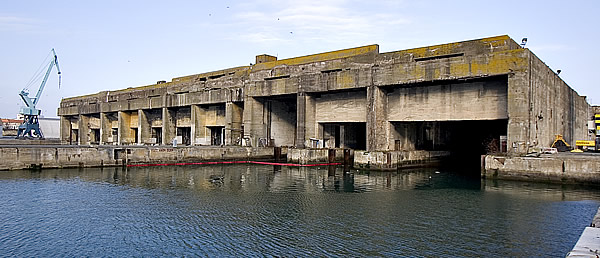
La base sous-marine, vue sud-ouest.
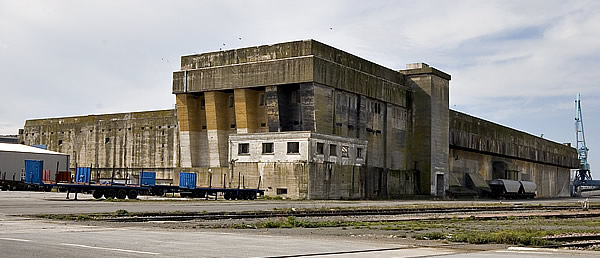
La base sous-marine, vue nord-est.
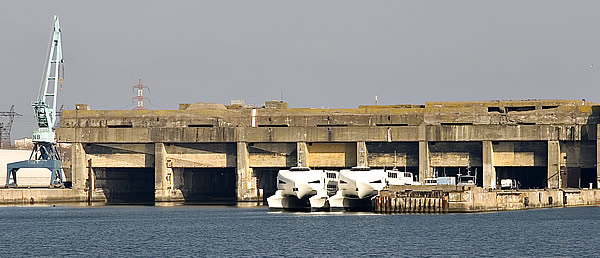
La base sous-marine, vue ouest.
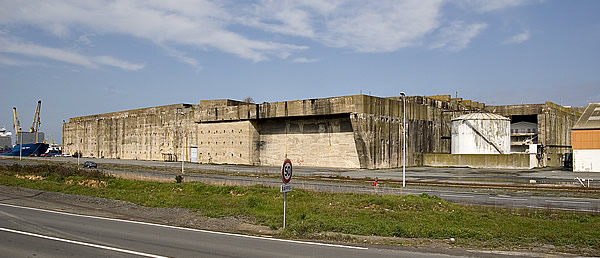
La base sous-marine, vue sud-est.
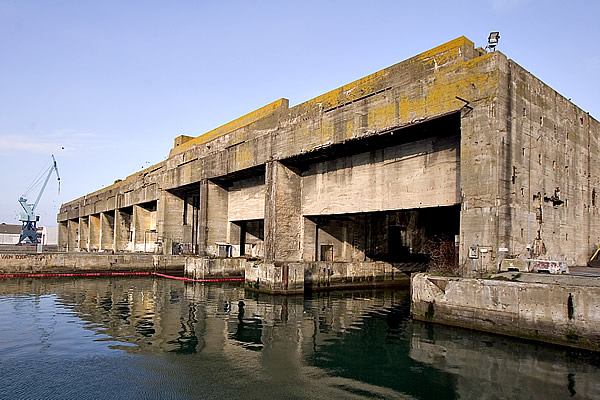
La base sous-marine, vue sud-o.
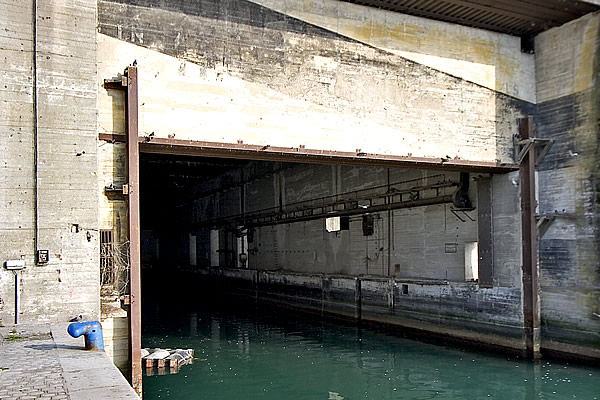
La base sous-marine, l'entrée d'un alvéole.
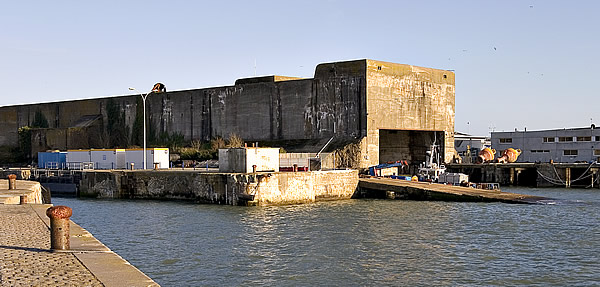
La base sous-marine, l'entrée de l'écluse, vue nord-ouest.
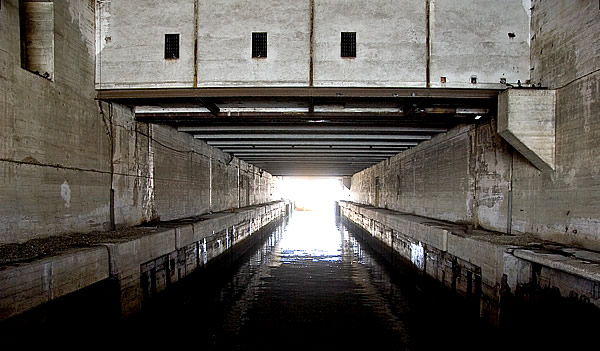
La base sous-marine, l'intérieur de l'écluse, vue en direction de la mer.
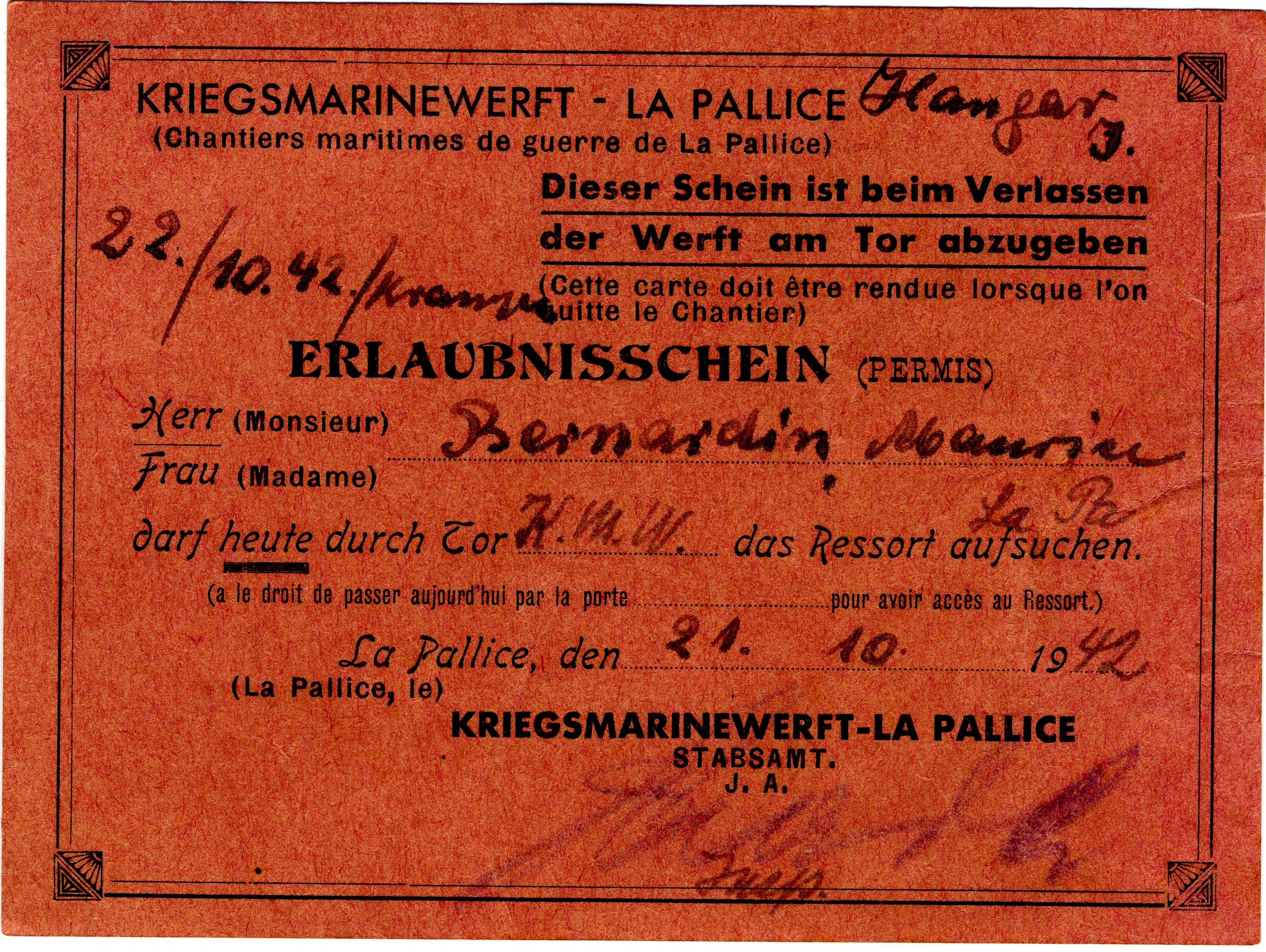
Permis d'accès aux chantiers maritimes de guerre de La Pallice en 1942.
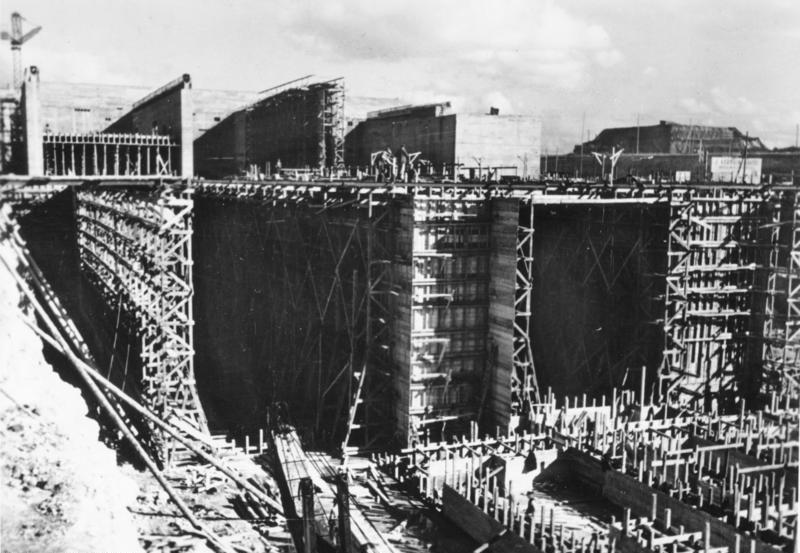
Construction de la base sous-marine en octobre 1942.